# بيرسي غيتس مورغان
بيرسي غيتس مورغان (بالإنجليزية: Percy Gates Morgan)‏ هو جيولوجي نيوزيلندي، ولد في 2 سبتمبر 1867، وتوفي في 26 نوفمبر 1927.